# Anisosticta borealis
Anisosticta borealis är en skalbaggsart som beskrevs av Timberlake 1943. Anisosticta borealis ingår i släktet Anisosticta och familjen nyckelpigor. Inga underarter finns listade i Catalogue of Life.